# Alt-Berlin

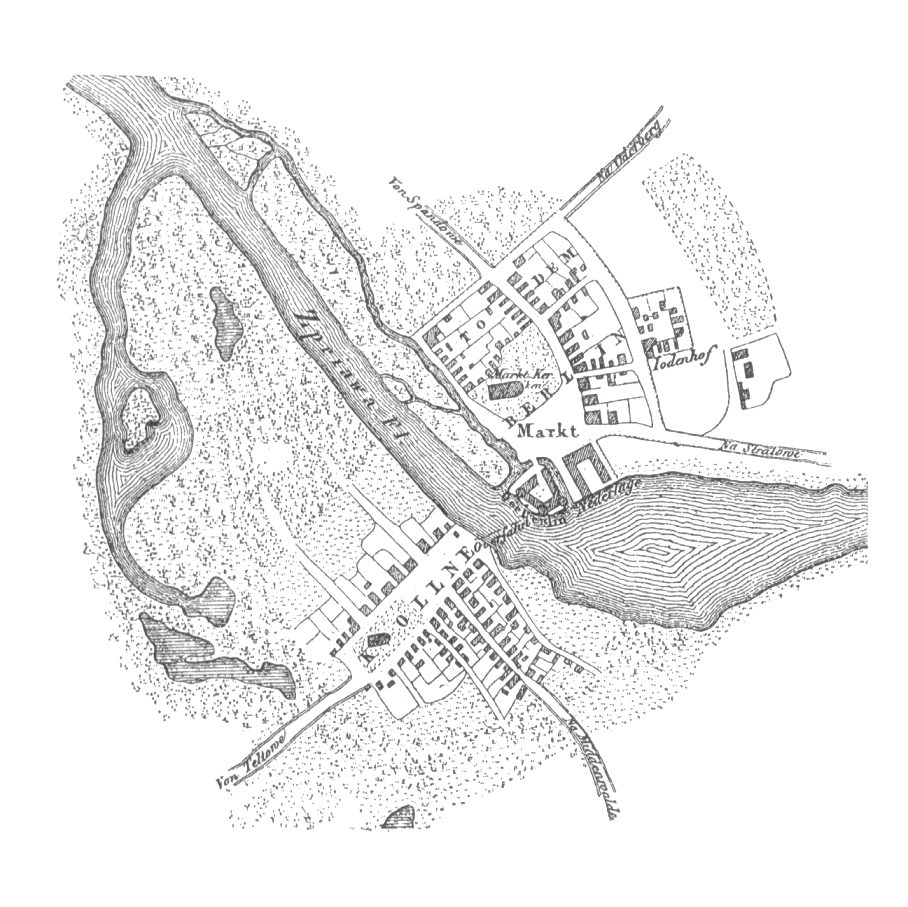
Berlin und Cölln im Anfang des 13. Jahrhunderts. Wiederherstellungsversuch von Karl Friedrich von Klöden

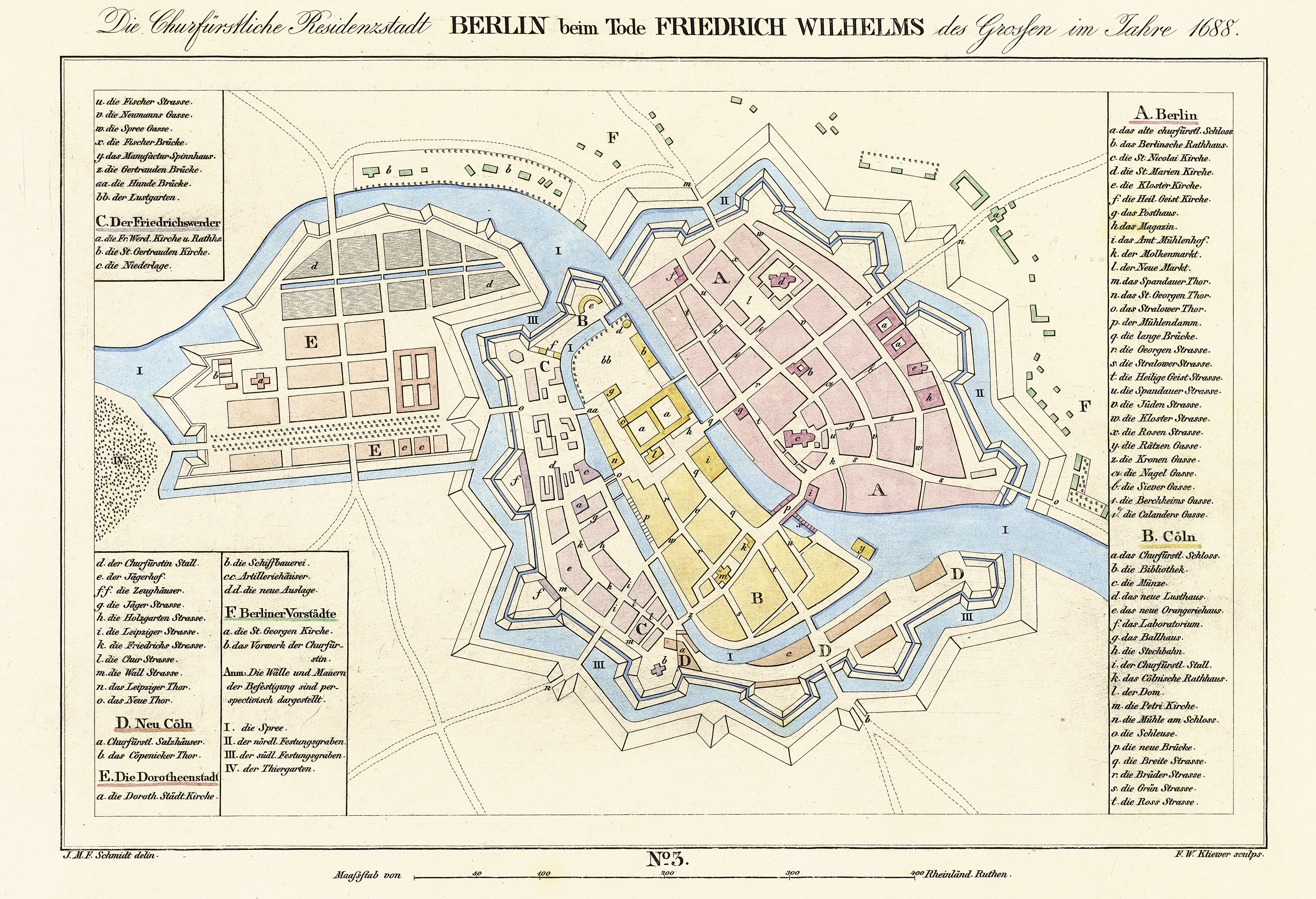
Alt-Berlin rot markiert, 1688

Alt-Berlin ist ein historischer Stadtteil im heutigen Berliner Ortsteil Mitte und ein Kernstück der Altstadt Berlins. Er entspricht der spätmittelalterlichen Stadt Berlin, die zusammen mit Kölln die Doppelstadt Berlin-Kölln bildete, den Gründungsursprung der heutigen Metropole Berlin. 1244 erstmals urkundlich erwähnt, war Berlin vom 13. Jahrhundert bis 1307 und von 1442 bis 1710 eine eigenständige Stadt mit engen Beziehungen zum benachbarten Kölln. 1710 bildete Berlin zusammen mit vier weiteren Städten die preußische Residenzstadt Berlin. Die Bezeichnung war von da an zur Unterscheidung von der Residenzstadt und späteren Hauptstadt Alt-Berlin.

## Geographie

### Lage
Alt-Berlin liegt am rechten Ufer der Spree und war bis 1875 auf der nordöstlichen Seite umgeben vom Festungsgraben. Nach dessen Zuschüttung wurde an seiner Stelle bis 1882 die Berliner Stadtbahn errichtet, deren Viadukt heute die nordöstliche Grenze bildet. Alt-Berlin ist über vier Spreebrücken, den Mühlendamm, die Rathausbrücke, die Liebknechtbrücke und die Friedrichsbrücke, mit Alt-Kölln verbunden. Weitere angrenzende historische Stadtteile sind die Luisenstadt im Süden, die Stralauer Vorstadt und Königsstadt im Osten/Nordosten, und die Spandauer Vorstadt im Norden.

### Gliederung

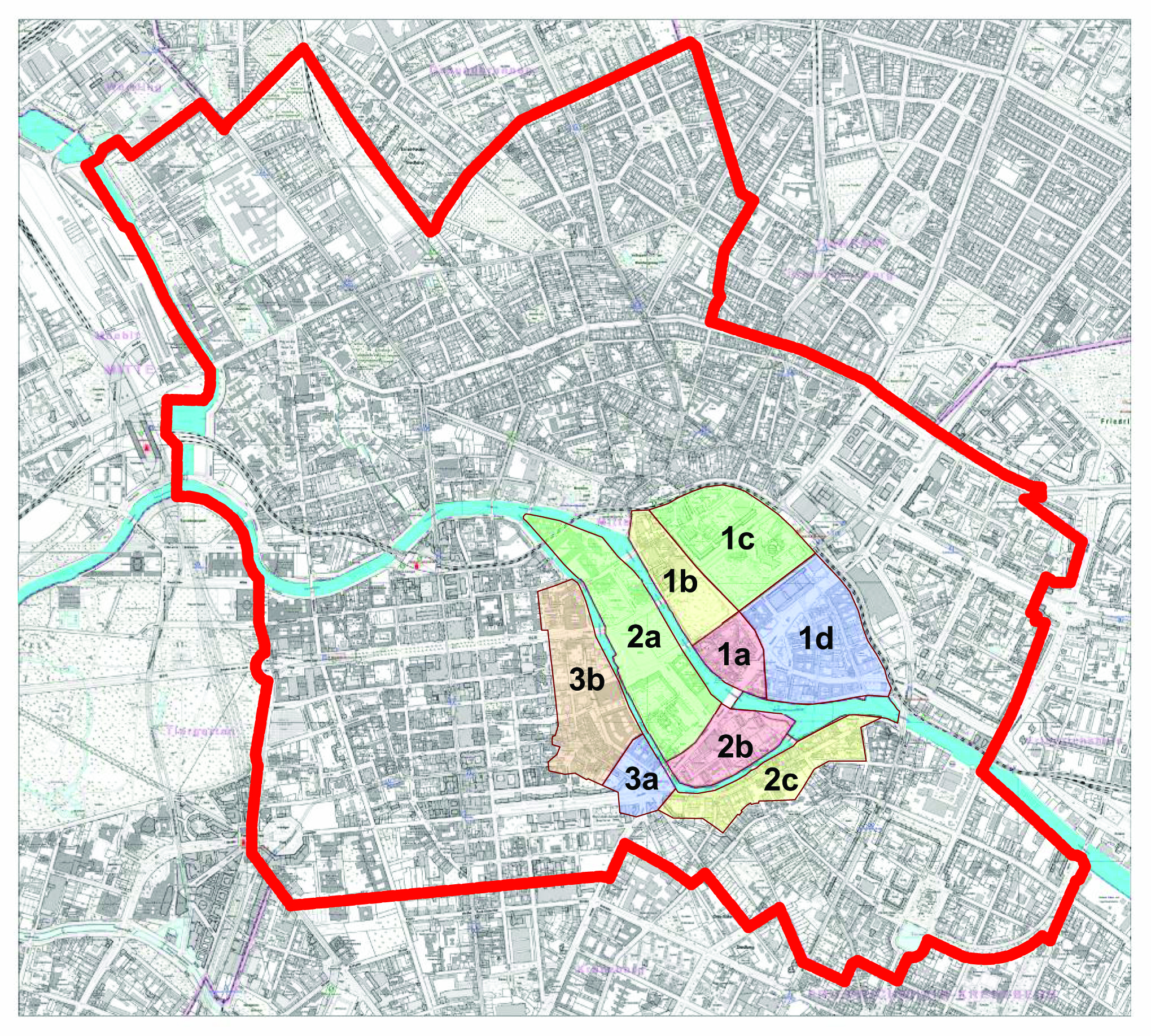
Stadtviertel im Stadtkern Berlins ab ca. 1727

Alt-Berlin war ab ca. 1727 in vier Viertel eingeteilt:
1a Nikolaiviertel

1b Heilige-Geist-Viertel

1c Marienviertel

1d Klosterviertel
Zu Beginn des 19. Jahrhunderts erfolgte eine Einteilung in 17 Stadtbezirke:
1. Heiligegeiststraßen-Bezirk
2. Landschaftsbezirk
3. Neue Markt-Bezirk
4. Garnison-Kirch-Bezirk
5. Stadtgerichtsbezirk
6. Rathaus-Bezirk
7. Molkenmarkt-Bezirk
8. Nikolai-Kirch-Bezirk
9. Postbezirk
10. Kadettenhaus-Bezirk
11. Waisenhaus-Bezirk
12. gehört zu Waisenhaus-Bezirk
13. Graue-Kloster-Bezirk
14. Hohe Steinweg-Bezirk
15. Königsbrücken-Bezirk
16. Marien-Kirch-Bezirk
17. Kleine Jüdenhof-Bezirk

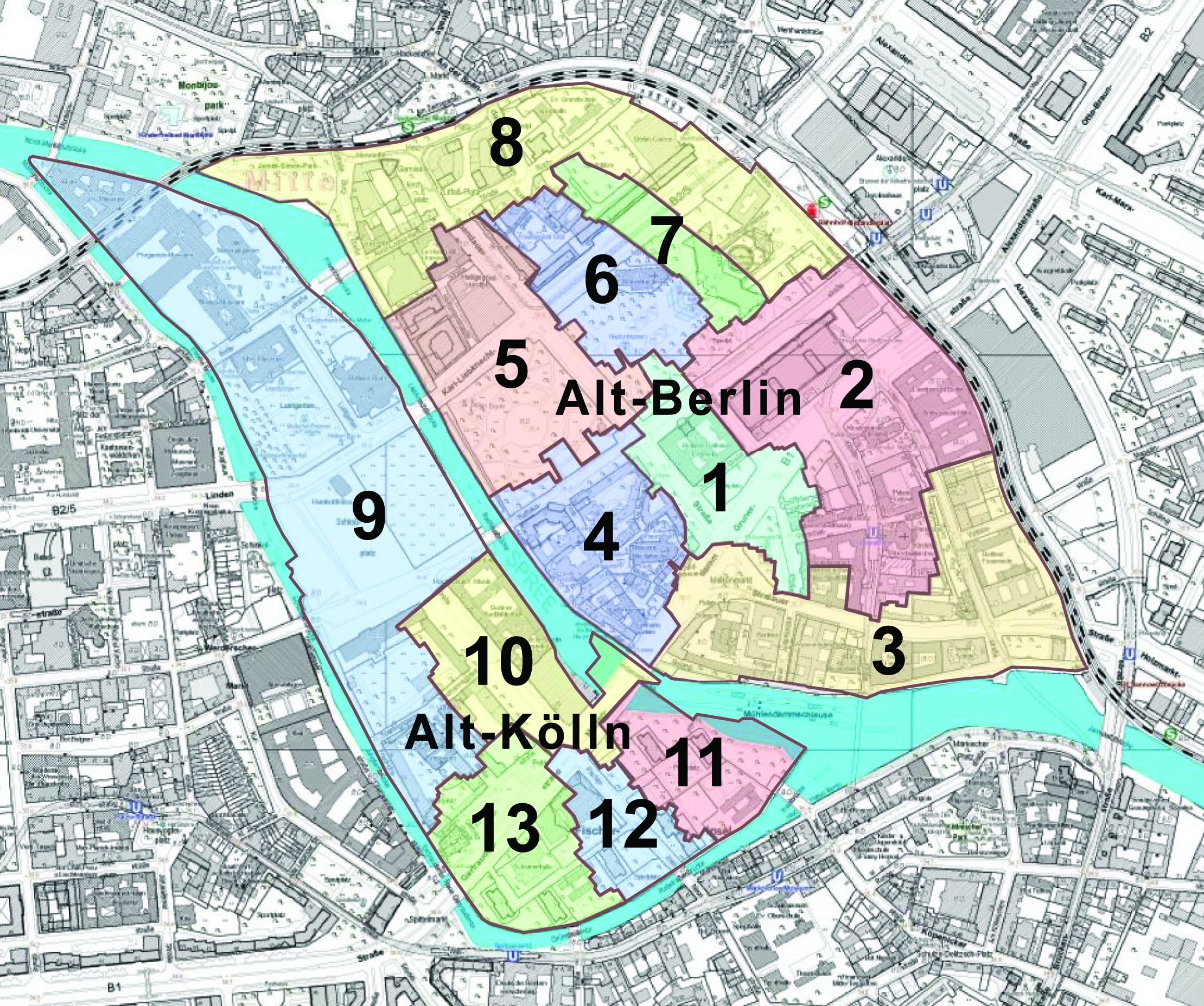
Stadtbezirke in Alt-Berlin und Alt-Kölln 1852 bis 1884

Ab 1852 wurden die Stadtbezirke auf acht reduziert:
1. Rathausbezirk
2. Graue-Kloster-Bezirk
3. Stralauerstraße-Bezirk
4. Nikolaikirch-Bezirk
5. Postbezirk
6. Neue Markt-Bezirk
7. Kalandsbezirk
8. Garnison-Kirch-Bezirk

Von 1884 bis 1920 gab es nur noch fünf namenlose, durchnummerierte Bezirke. Danach gab es keine administrative Einteilung des Stadtteils Alt-Berlin mehr, dessen Bezeichnung auch selbst nur noch informellen Charakter hatte.
Im Jahr 1987 wurde mit Fertigstellung des Wohn- und Geschäftsviertel rund um die Nikolaikirche der Name Nikolaiviertel wieder eingeführt. In der gegenwärtigen Stadtdebatte werden auch die Namen Klosterviertel, Marienviertel und Heilige-Geist-Viertel wieder verwendet.

## Geschichte

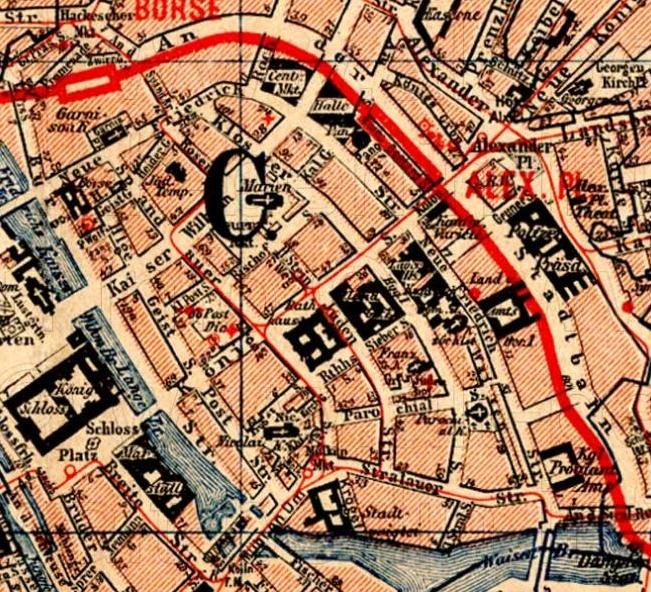
Alt-Berlin nach dem Bau der Stadtbahn auf einem Plan von 1893

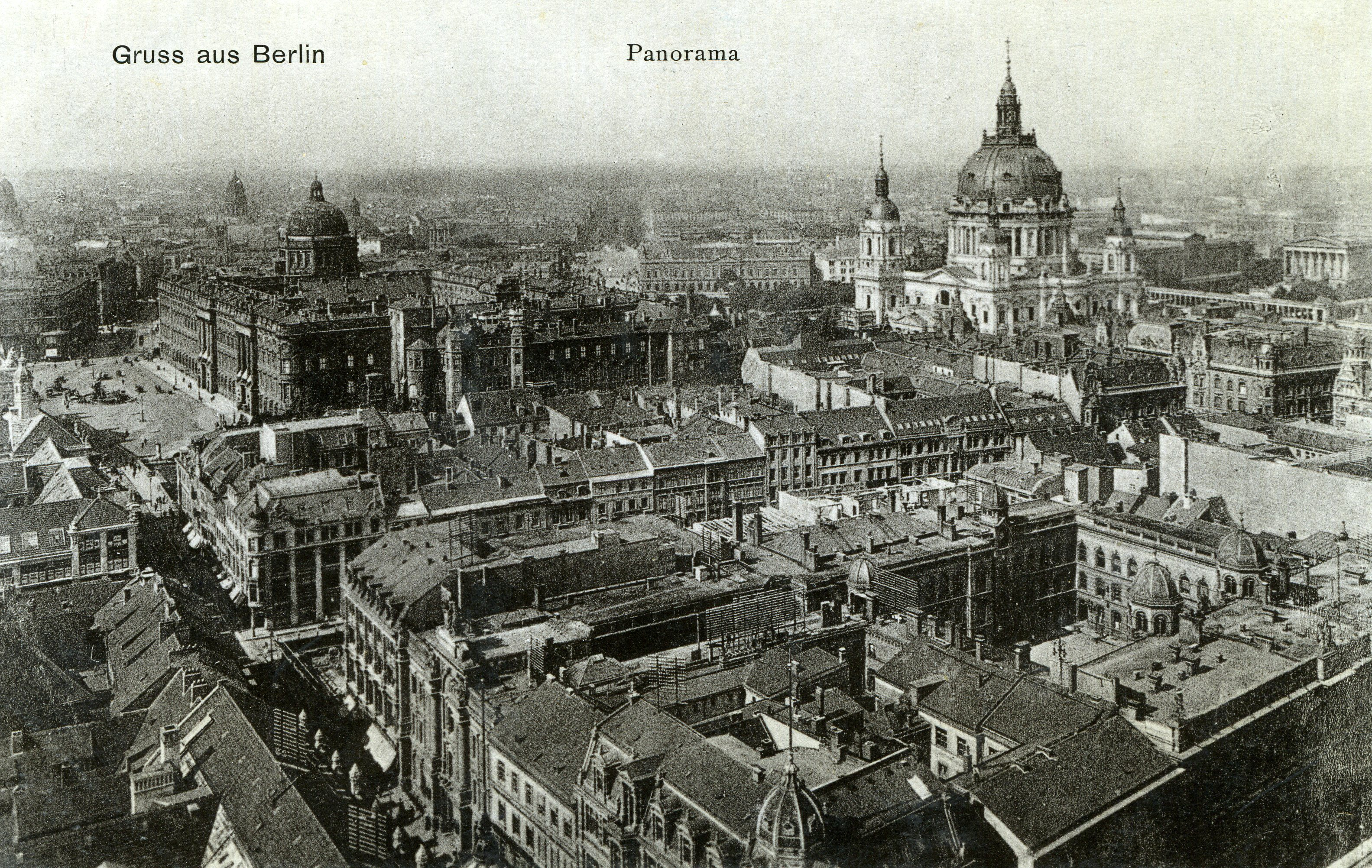
Bild vom Heilige-Geist-Viertel in Alt-Berlin, im Hintergrund das Berliner Schloss und der Berliner Dom, gemacht vom Turm des Roten Rathauses, ca. 1910

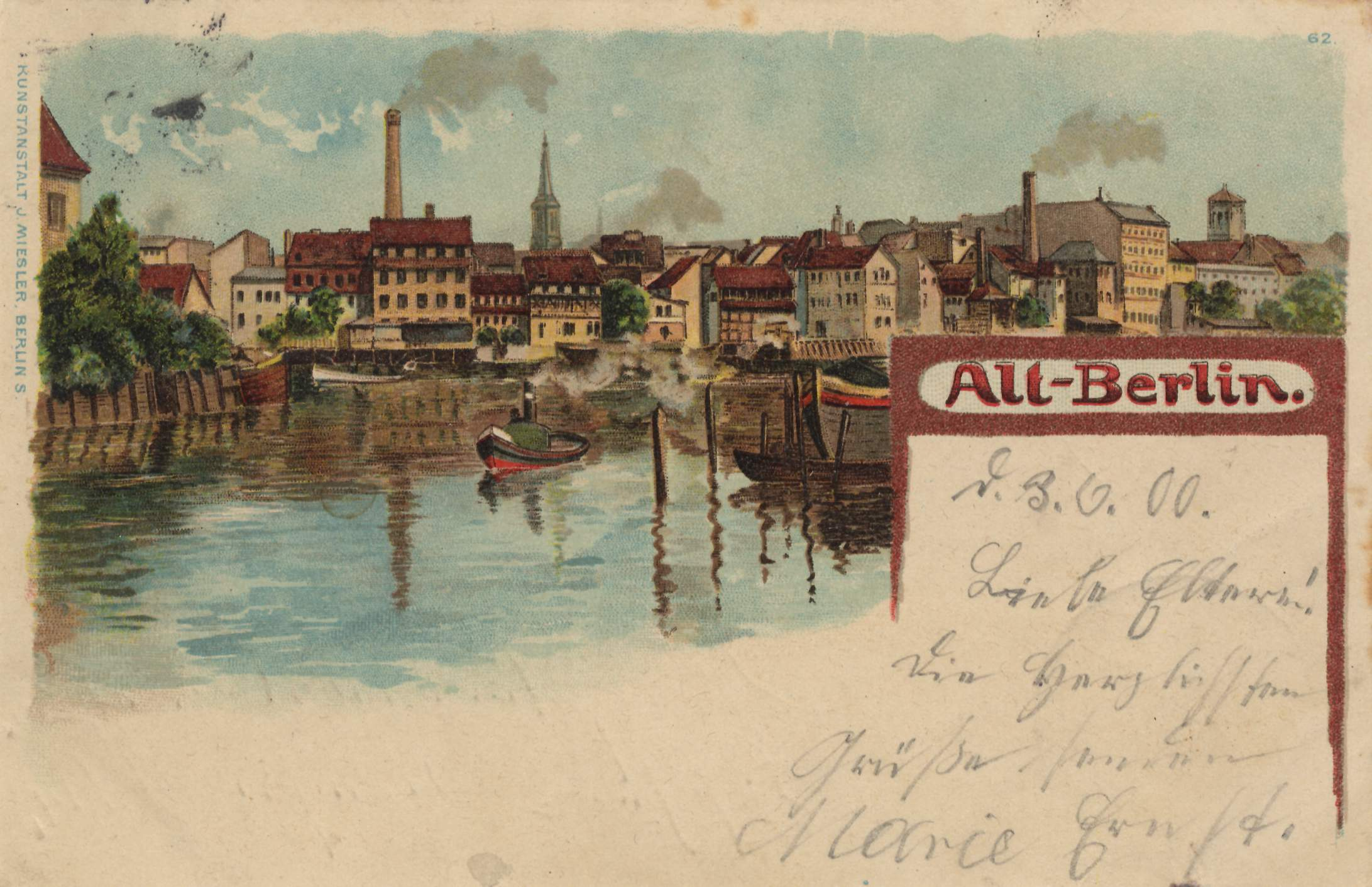
„Alt-Berlin“; Ansichtskarte Nr. 62 der Kunstanstalt J. Miesler, um 1900

### Namenserläuterung
Mit der Eingemeindung der Stadt Berlin in die preußische Residenzstadt wurde sie ein Stadtteil und hieß fortan Alt-Berlin. Zeitweise wurde der Stadtteil dennoch als Berlin bezeichnet.
→ Namensherkunft Berlin siehe Hauptartikel Berlin

### Kurzer Überblick über die Geschichte

#### 13. Jahrhundert bis 1945
Die auf der Spreeinsel gelegene Stadt Cölln wurde 1237 erstmals urkundlich erwähnt, 1244 folgte dann die Erwähnung Berlins, das sich auf dem nördlichen Ufer der Spree befand. Die beiden Städte bekamen 1307 einen gemeinsamen Magistrat und 1309 ein gemeinsames Rathaus auf der Langen Brücke (heute Rathausbrücke). Im Jahr 1442 wurde die gemeinsame Stadtverwaltung von Berlin und Kölln durch Kurfürst Friedrich II. wieder aufgehoben. Die fünf Städte Berlin, Cölln, Friedrichswerder, Dorotheenstadt und Friedrichstadt wurden 1710 endgültig zur Königlichen Haupt- und Residenzstadt Berlin vereinigt. Das Wachstum der Stadt führte zu zunehmenden Eingriffen in die gewachsene Gebäudestruktur der Altstadtbereiche.
Bei der Bildung von Groß-Berlin im Jahr 1920 wurde Alt-Berlin in den neugebildeten Bezirk Mitte eingegliedert. In der Zeit des Nationalsozialismus mussten – trotz des zunehmenden Bewusstseins der Bevölkerung für die Bewahrung der alten Bausubstanz – zahlreiche weitere Gebäude repräsentativeren Neubauten weichen. Am Ende des Zweiten Weltkrieges war Alt-Berlin zu großen Teilen zerstört.

#### Nachkriegszeit bis 1990
Ab 1965 wurde Alt-Berlin völlig umgestaltet und erhielt unter weitgehender Aufgabe des historischen Stadtgrundrisses und nach dem Abriss der verbliebenen Bausubstanz in den 1960er und 1970er Jahren ein völlig neues Aussehen. Neben vielgeschossigen Wohn- und Geschäftshäusern wurde der Berliner Fernsehturm errichtet.
Außer dem Roten Rathaus und der Marienkirche erinnert in dem vom Berliner Fernsehturm dominierten zentralen Bereich nichts mehr daran, dass man sich im historischen Stadtkern befindet, der bis zum Zweiten Weltkrieg eng bebaut war. Es ist seitdem ein weiträumiger Fußgängerbereich mit einzelnen Baumgruppen, Blumenrabatten und den Wasserspielen am Fuße des Fernsehturms. Außerdem wurde der ehemalige Schloßbrunnen mit dem neuen Namen Neptunbrunnen in die neu gestalteten Freianlagen einbezogen. Westlich der Spandauer Straße entstand eine Parkanlage, die seit dem Aufstellen des Marx-Engels-Denkmals im Jahr 1986 Marx-Engels-Forum heißt.
Von 1983 bis 1987 wurde das Nikolaiviertel wie auch die namensgebende Nikolaikirche wiederaufgebaut.
Die wenigen historischen Gebäude, die den Krieg überdauert hatten bzw. ebenfalls wiederaufgebaut wurden stehen heute unter Denkmalschutz, so das Landgericht Berlin, das Alte Stadthaus an der Jüdenstraße, die Heilig-Geist-Kapelle, die Ruine der Franziskanerklosterkirche und die barocke Parochialkirche. In der Littenstraße ist noch ein Rest der alten Stadtmauer erhalten.

#### Seit 1990
Das vom ehemaligen Stadtbaudirektor Hans Stimmann im Auftrag der Senatsverwaltung für Stadtentwicklung erarbeitete und 1993 beschlossene Planwerk Innenstadt sieht unter der Prämisse „Die Innenstadt als Wohnort“ die Wiederherstellung von Teilbereichen der innerstädtischen Stadtstruktur vor. Insbesondere sollen die Straßen und Plätze wieder erlebbar werden und die durch Verkehrsschneisen der 1960er Jahre zerschnittenen Stadträume neu verbinden. In Alt-Berlin soll der Molkenmarkt durch eine angrenzende Bebauung wieder eingefasst werden. Dazu soll die Straßenführung geändert und durch eine dichtere Bebauung schmaler gestaltet werden. Die geplante Straßenbahn soll die Verbindung zwischen Leipziger Straße und Spandauer Straße herstellen.
In den Jahren 2015/2016 wurde in dem Bürgerbeteiligungsverfahren Alte-Mitte – Neue Liebe und seit 2018 wird in der Stadtwerkstatt über die Neugestaltung des Stadtkerns, also auch Alt-Berlins diskutiert.

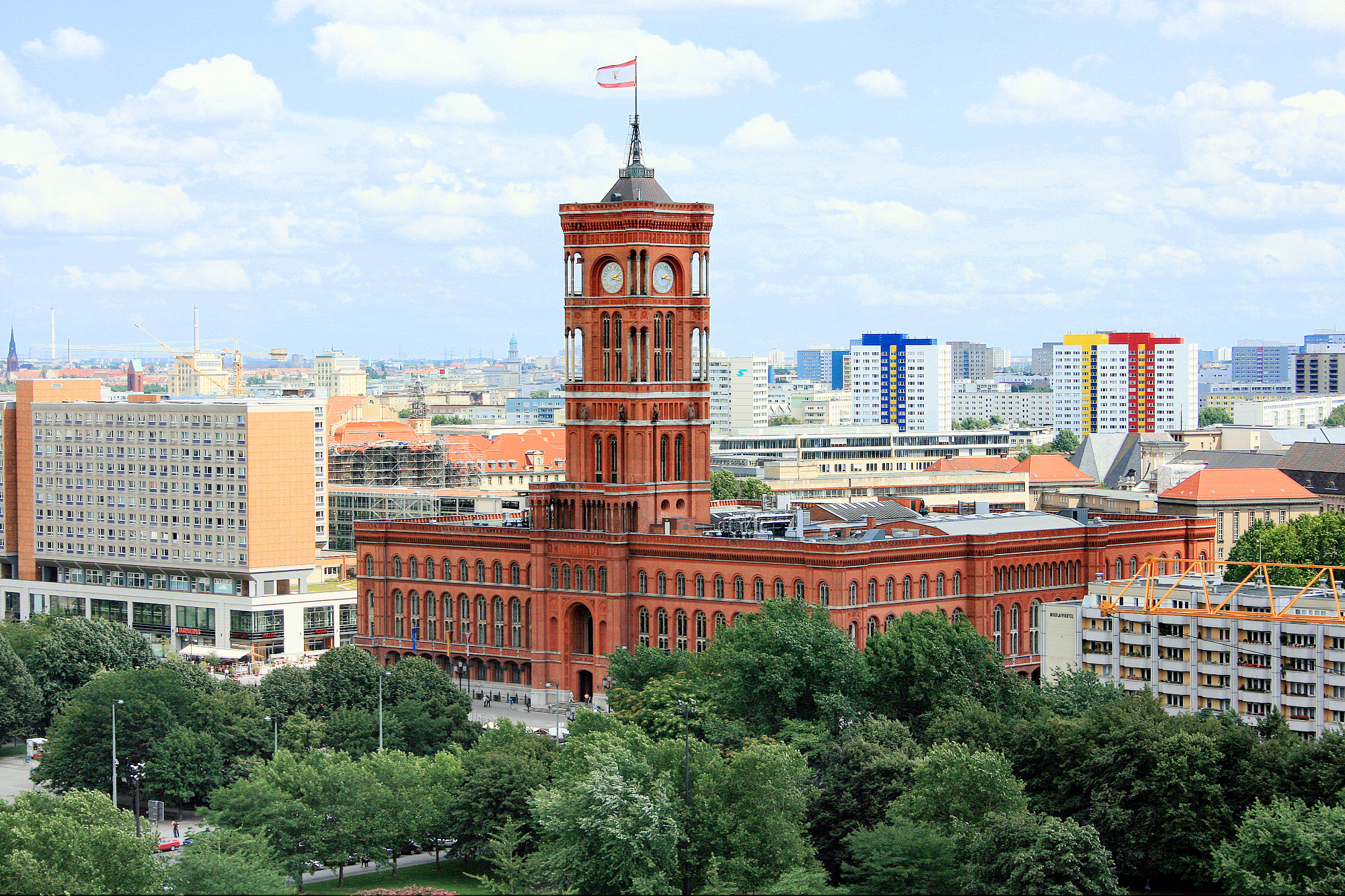
Rotes Rathaus, einst dicht umbaut – heute umgeben von DDR-Bauten und Freiflächen
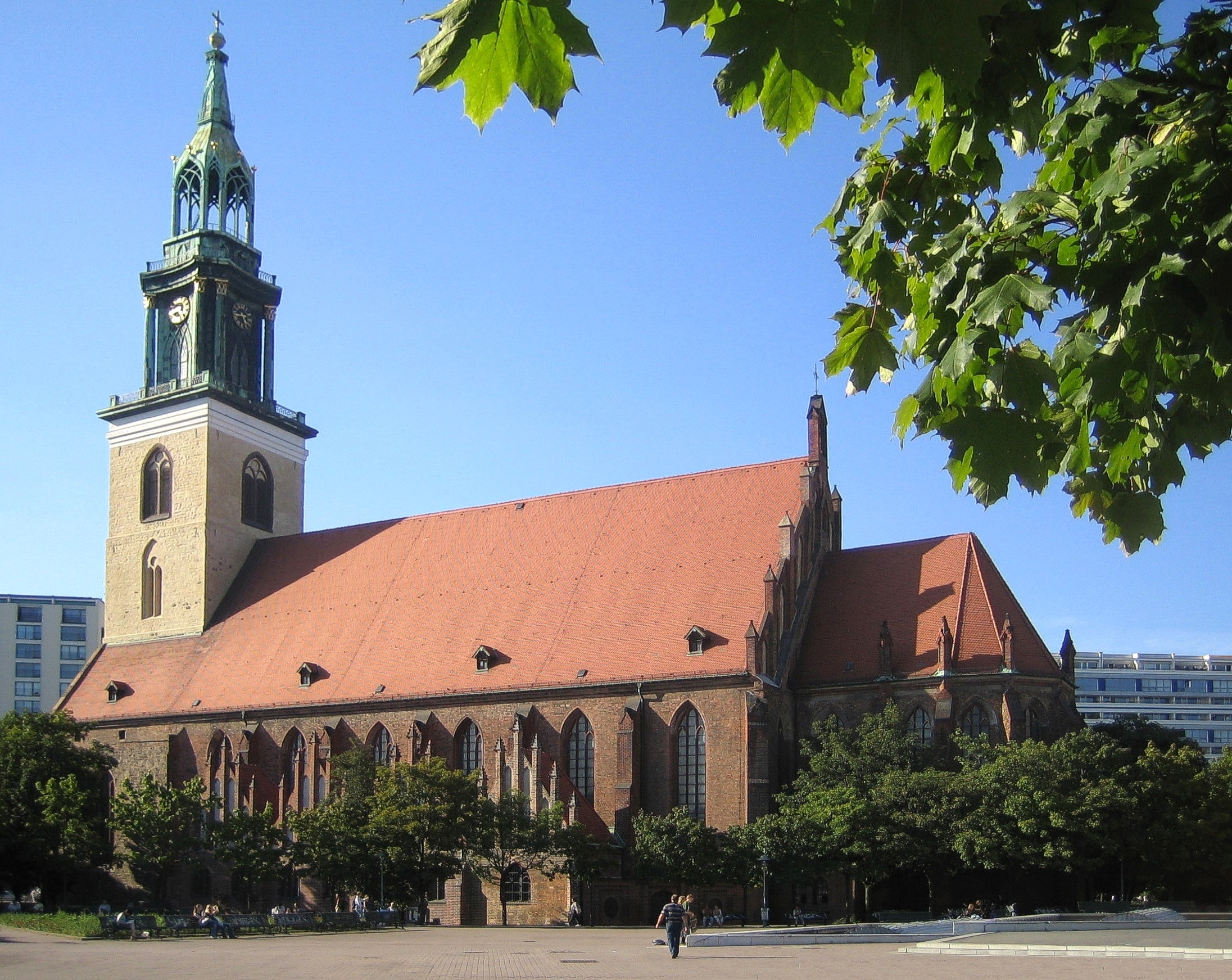
Marienkirche, einziges erhaltenes Vorkriegsgebäude des Marienviertels
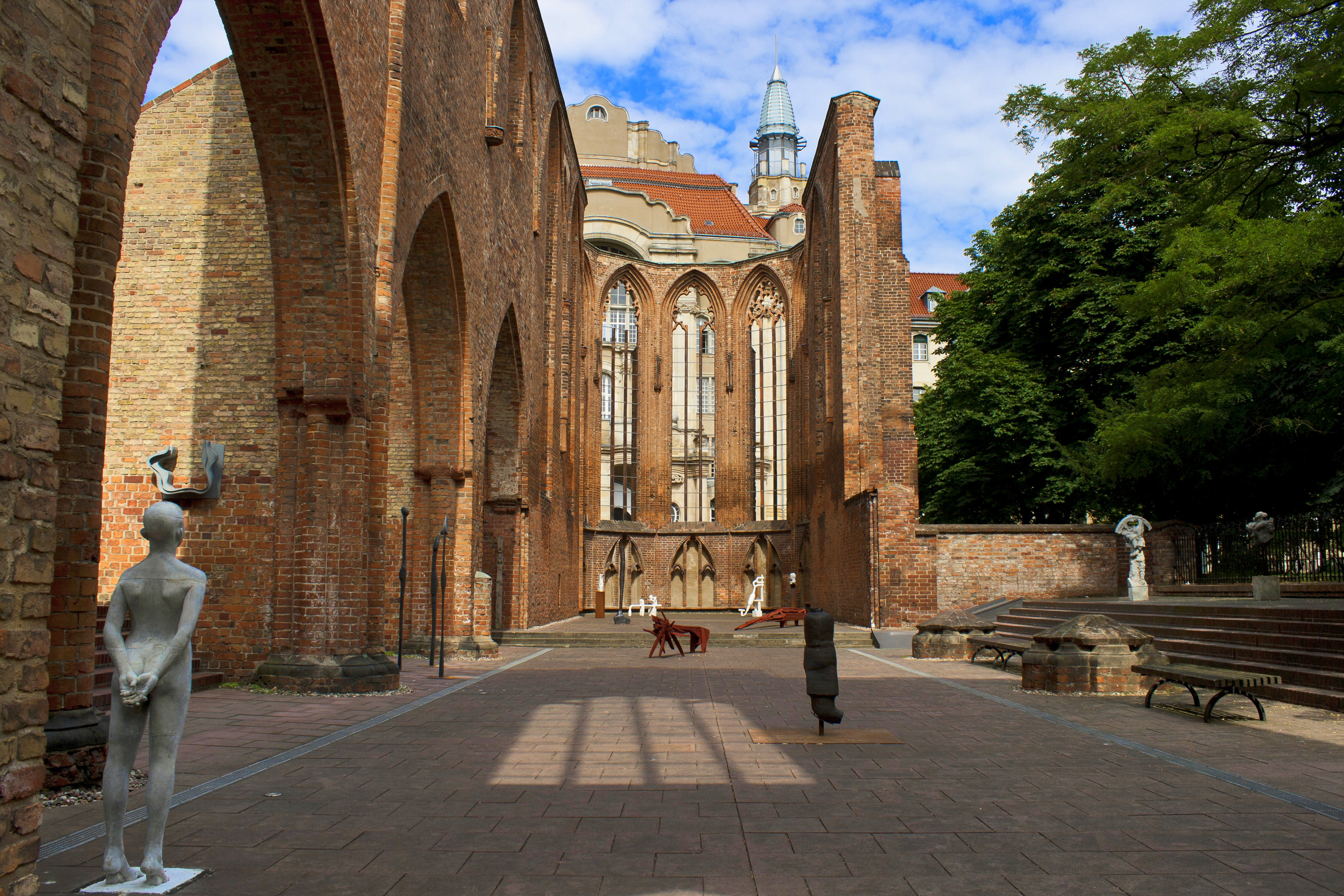
Ruine der im Zweiten Weltkrieg zerstörten Franziskaner-Klosterkirche
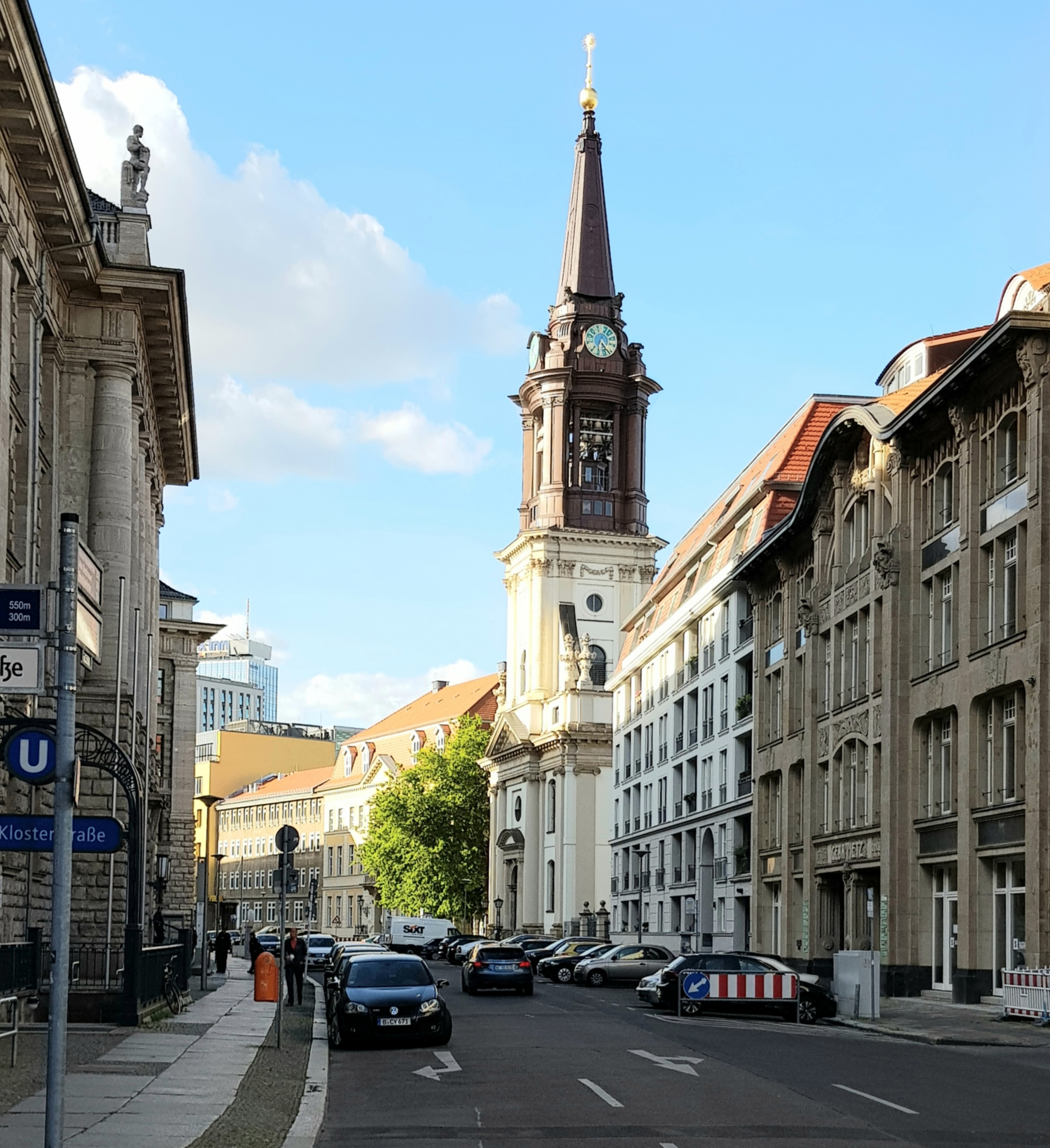
Klosterstraße mit Parochialkirche
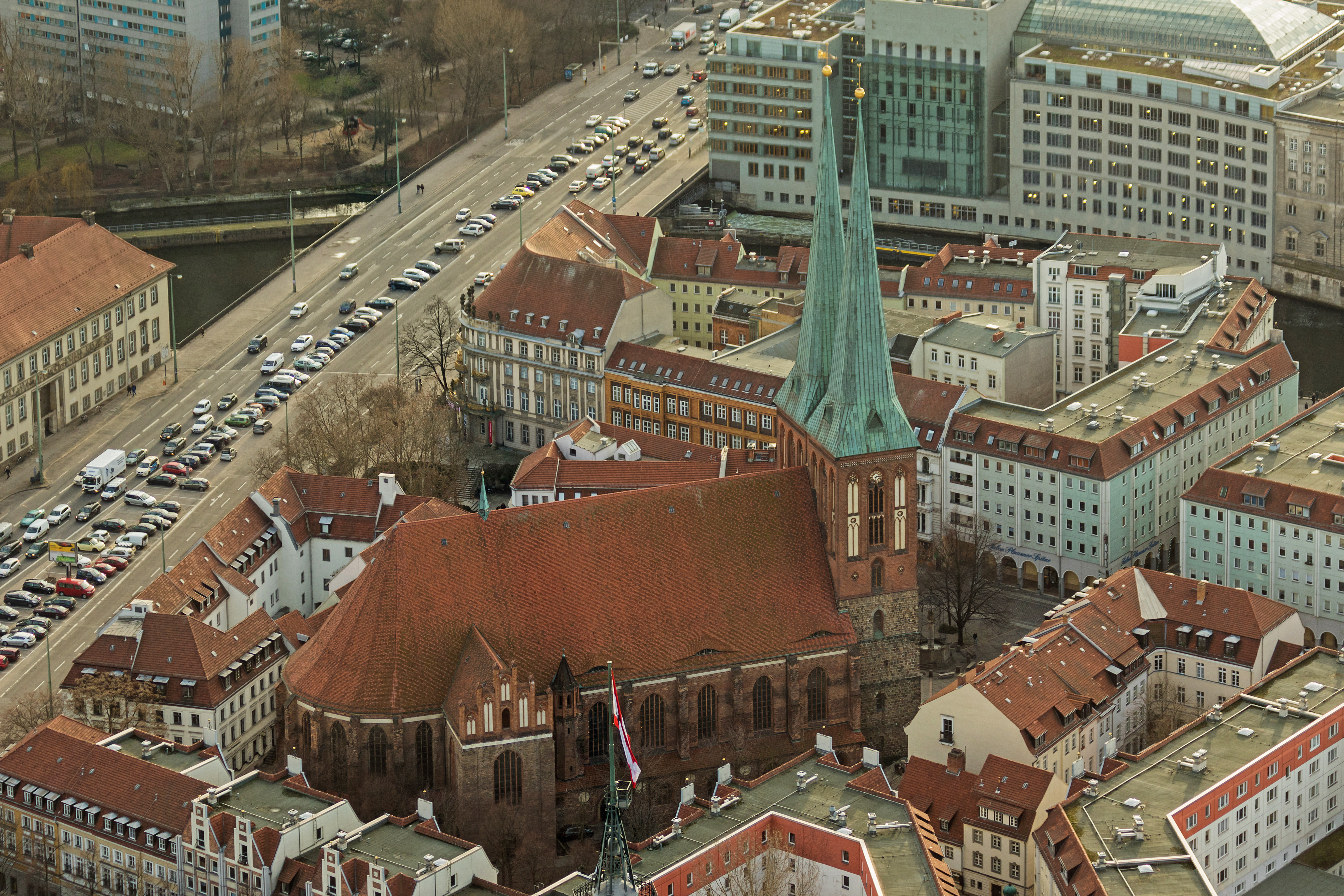
Luftbild von der Nikolaikirche im Nikolaiviertel
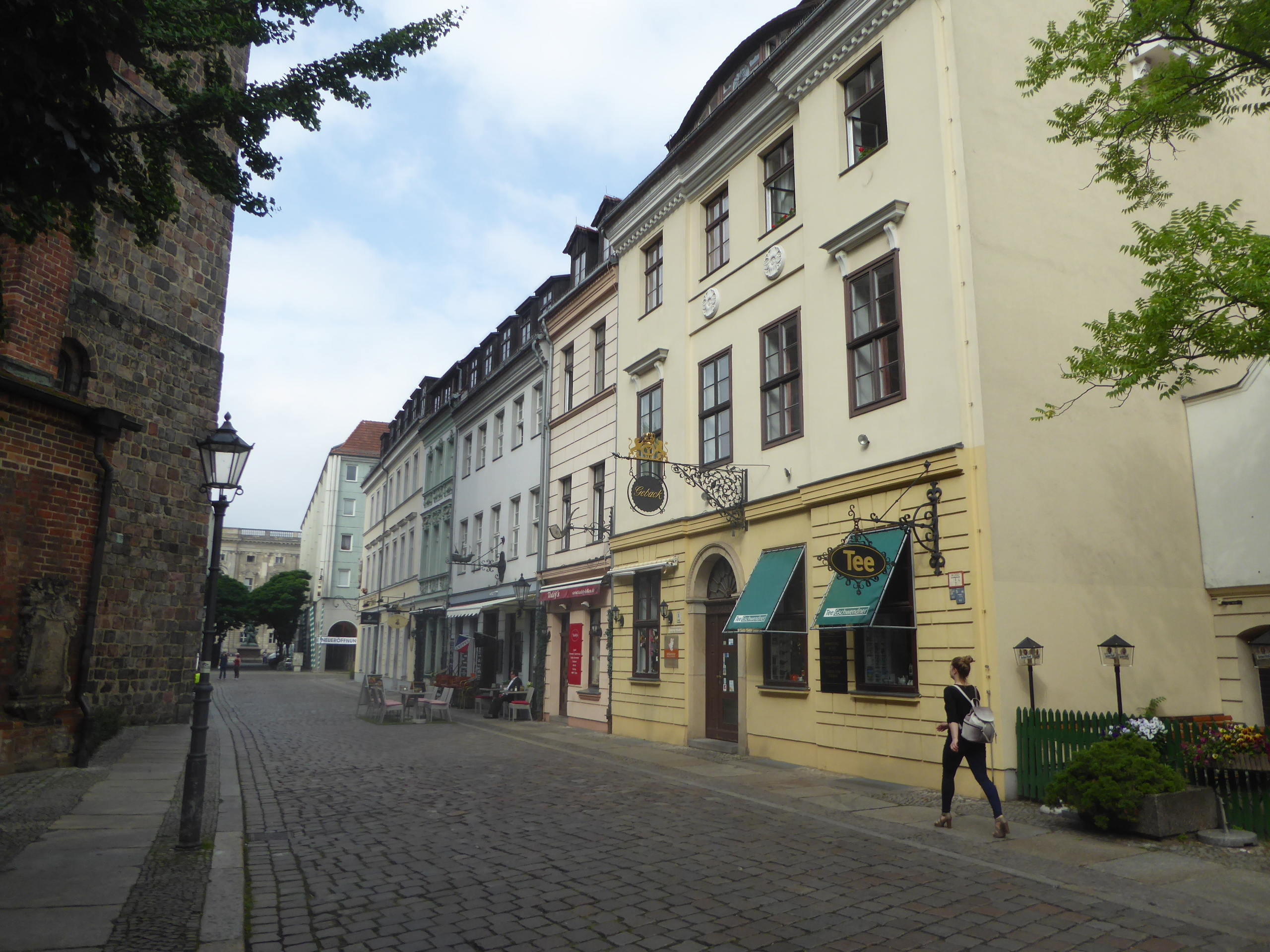
Probststraße im Nikolaiviertel
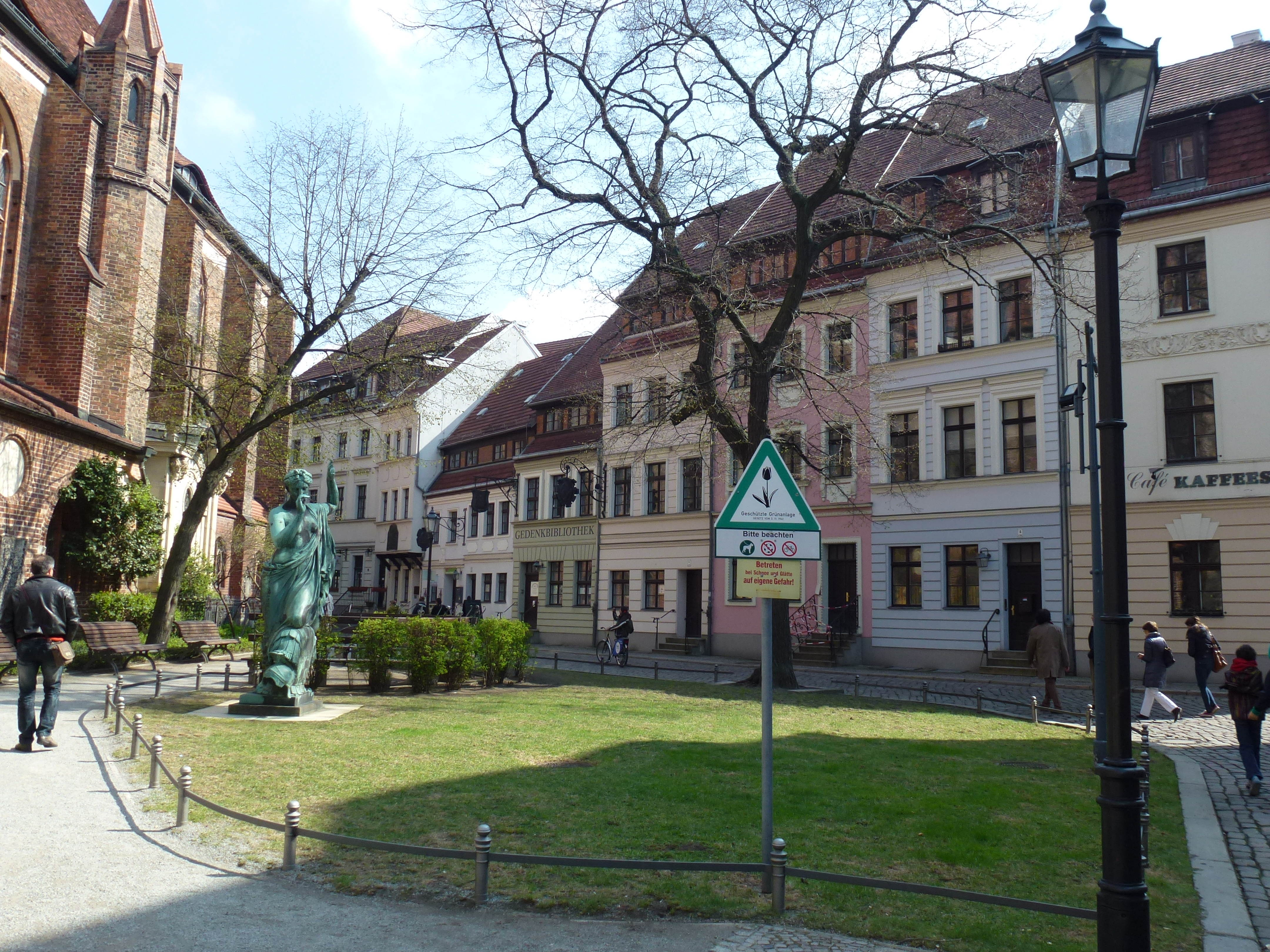
Nikolaikirchplatz im Nikolaiviertel
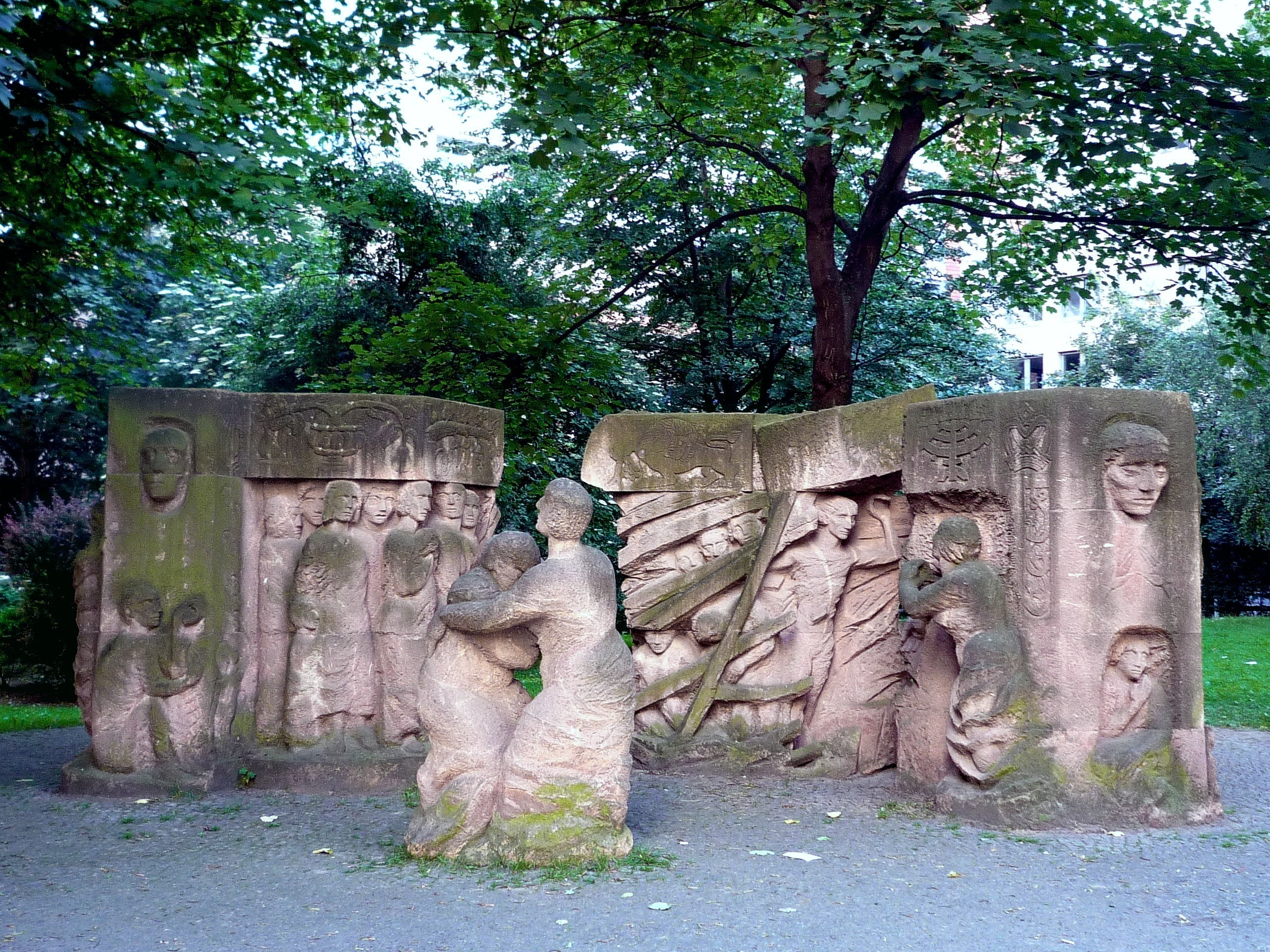
Denkmal des Rosenstraße-Protestes im ehemaligen Heilig-Geist-Viertel

#### Wichtige Ereignisse und Begebenheiten
- Burgstraße 16 (12), hier befand sich das Hotel „König von Portugal“
- Burgstraße 29 wohnte 1849 Max Liebermann als Kind mit seinen Eltern.
- Klosterstraße 25, Christian Morgenstern zog hierher im Jahr 1894
- Spandauer Straße 33 (68), hier wirkte Moses Mendelssohn

## Bevölkerungsentwicklung
Im Mittelalter hatte Alt-Berlin rund 2600 Einwohner. Die Einwohnerzahl stieg auf 18.300 im Jahr 1747 und 35.000 im Jahr 1834. Bei der Volkszählung von 1910 wurden noch 10.844 Einwohner festgestellt.

## Kultur
Im Zusammenhang mit der Revitalisierung des Stadtkerns soll Alt-Berlin auch als Kulturstandort entwickelt werden. Zurzeit werden Konzepte erarbeitet, die eine Umnutzung der Alten Münze zum Kulturstandort vorsehen.

### Theater
Neben temporären Theaterprojekten gibt es zurzeit das Theaterdiscounter im ehemaligen Fernmeldeamt-Ost in der Klosterstraße 44. Außerdem ist das Palais Podewils Spielort des Grips-Theaters.

### Weitere kulturelle Einrichtungen
Das Podewil im Palais Podewils in der Klosterstraße 68 war schon als Haus der Jungen Talente ein Ort der Kunstdarbietung und -produktion und versteht sich heute als zentraler Ort für die Kulturelle Bildung in Berlin. In der Franziskaner-Klosterkirche hat das Bezirksamt Mitte von Berlin einen Kulturort für Ausstellungen, Theater und Konzerte etabliert. In der Klosterstraße 44 gibt es ein Atelierhausprojekt, das allerdings durch Abbruchpläne der Hauseigentümer in seiner Existenz bedroht ist.

### Bedeutende Bauten

#### Nicht mehr vorhandene Bauten
Eine Übersicht über wichtige, nicht mehr vorhandene Bauwerke gibt es auf den Seiten zu den einzelnen Viertel von Alt-Berlin, dem Nikolaiviertel, dem Heilige-Geist-Viertel, dem Marienviertel und dem Klosterviertel.

#### Denkmalgeschützte Bauten
Es gibt 33 Einzeldenkmale in Alt-Berlin und drüberhinaus noch Gartendenkmale, Bodendenkmale, Denkmalensembles und Gesamtanlagen.

#### Moderne Bauten
Das städtebauliche Ensemble zwischen dem Bahnhof Alexanderplatz und der Spandauer Straße bzw. zwischen Rathausstraße und Karl-Liebknecht-Straße, das zwischen 1966 und 1972 entstanden ist, hat das Stadtbild Alt-Berlins entscheidend verändert. Mit einem von hohen Wohnhäusern flankierten Freiraum mit dem Fernsehturm sollte der Hauptstadt der DDR ein markantes Gesicht gegeben werden. Elemente des Ensembles sind die Rathauspassagen mit den fünf darüberliegenden aufgestelzten, neungeschossigen Wohnhäusern, die Bebauung an der Karl-Liebknecht- und Spandauer Straße, ebenfalls mit aufgestelzten Wohnhäusern und der ehemaligen Markthalle (jetzt ein Supermarkt), der Fernsehturm mit seiner Umbauung und die Freiflächengestaltung vom Bahnhof bis zur Spandauer Straße mit Wasserspielen und Neptunbrunnen. Ebenfalls dazu gehörte die Mehrzweckgaststätte Alextreff, die im Jahr 2000 abgebrochen wurde.

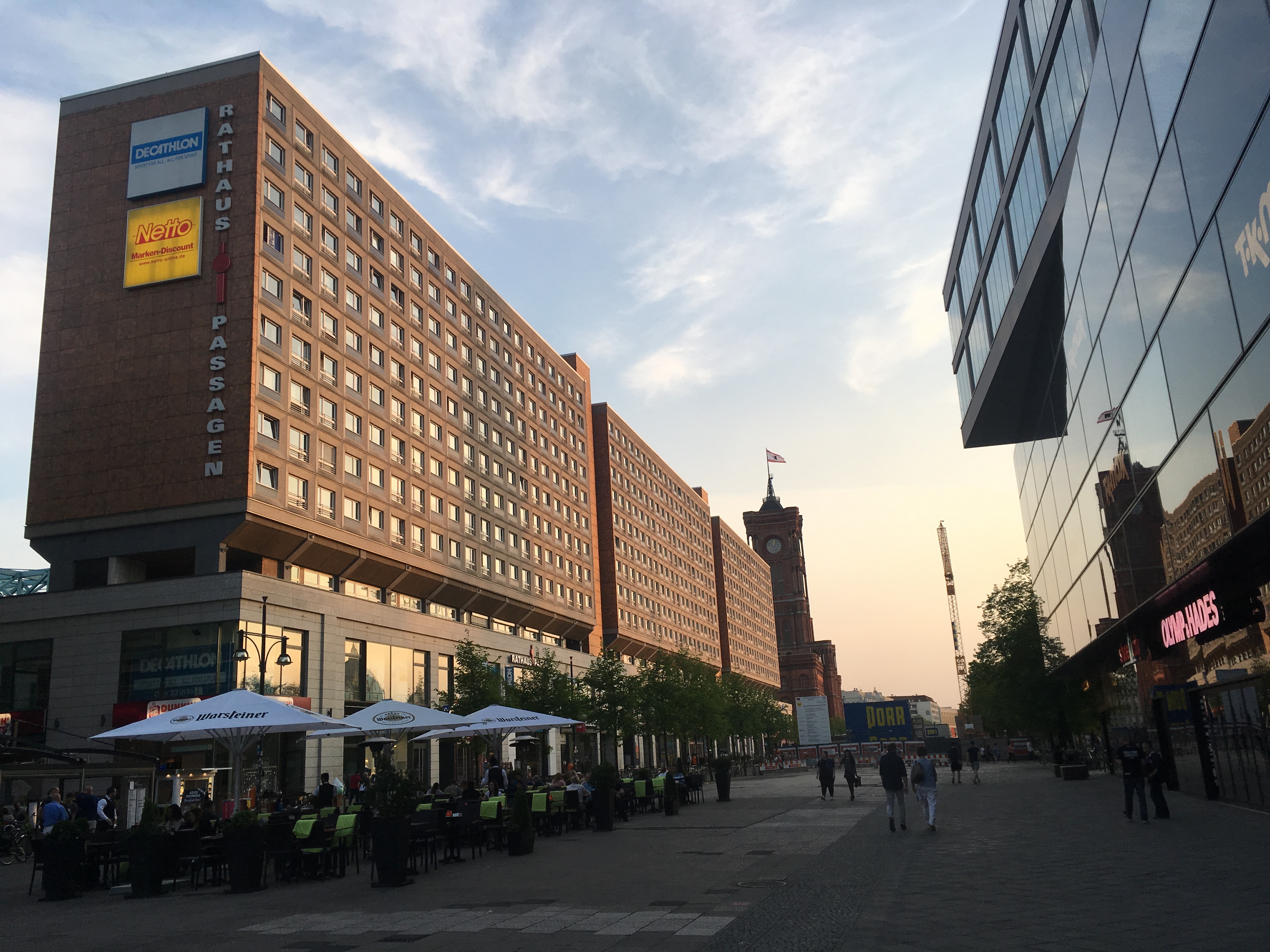
Rathauspassagen
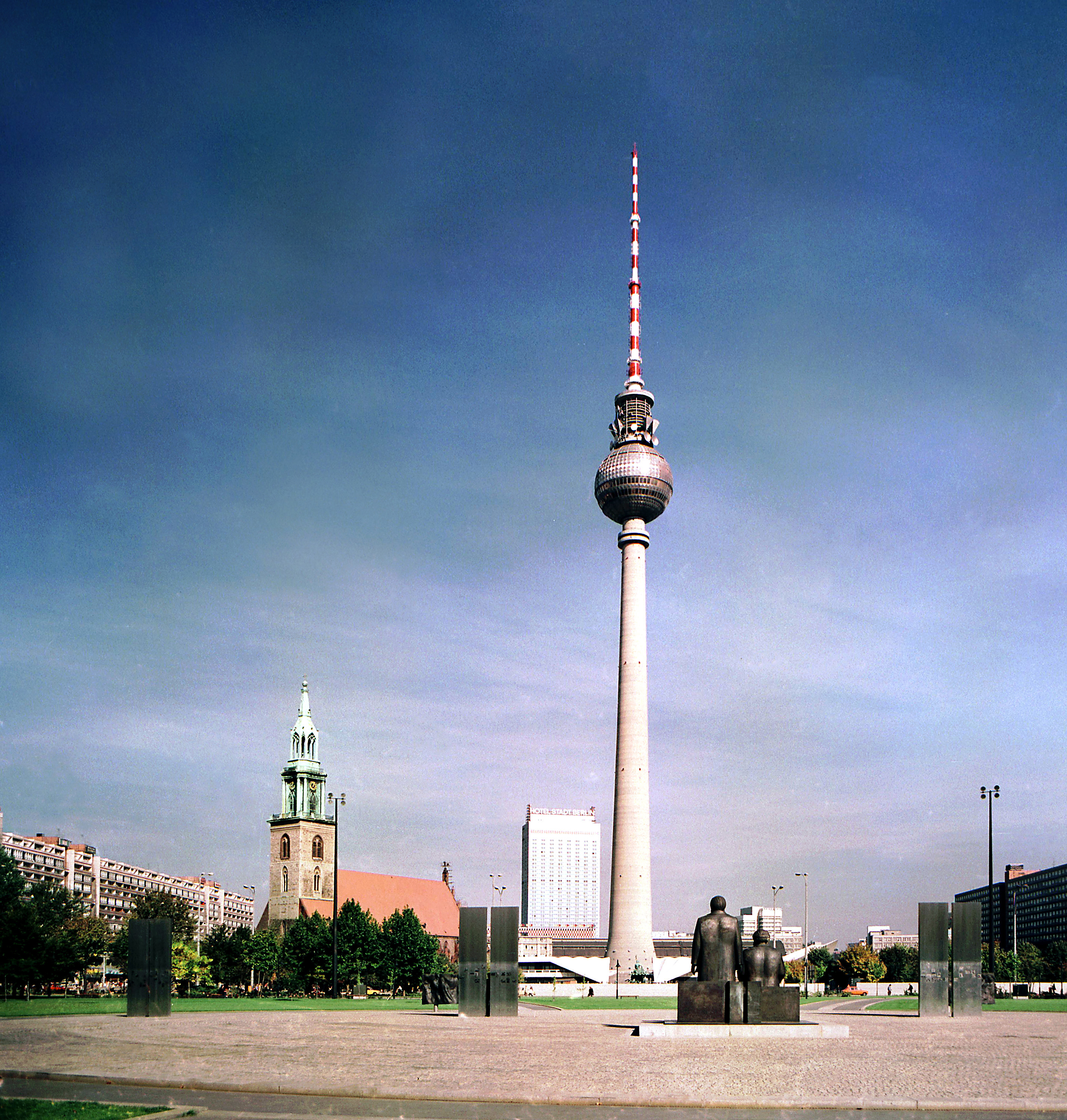
Fernsehturm
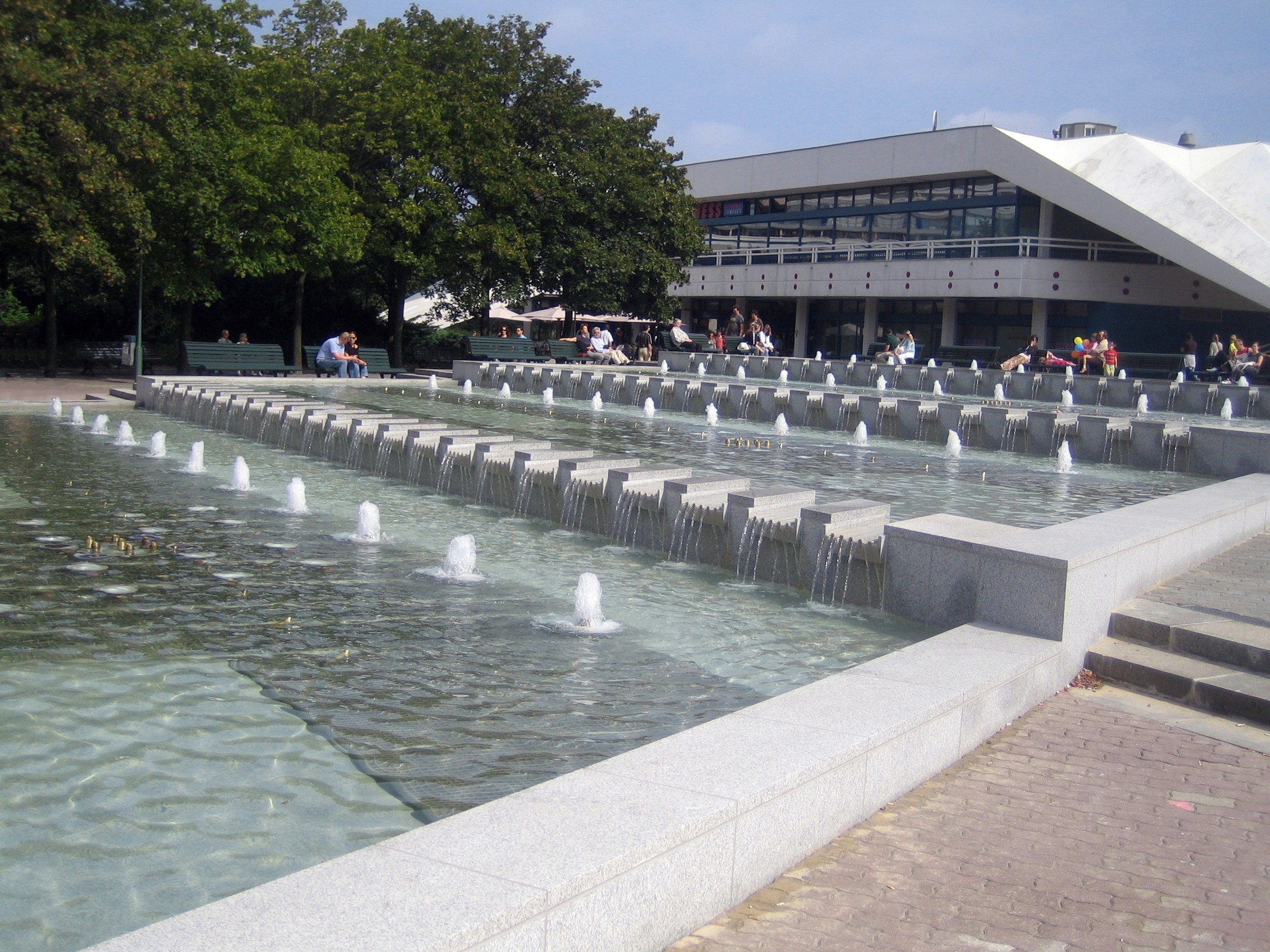
Wasserspiele am Fernsehturm
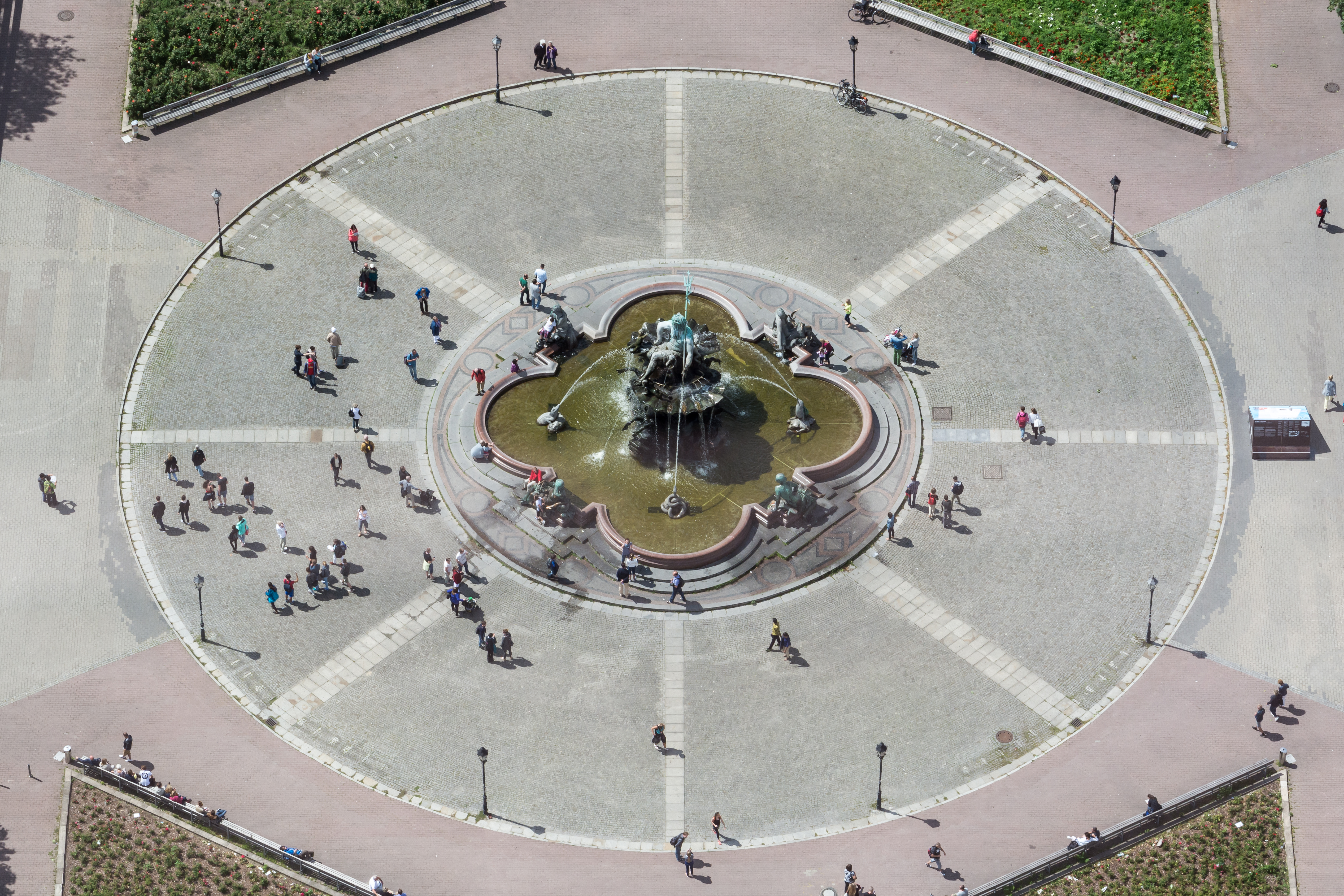
Neptunbrunnen (Schlossbrunnen)
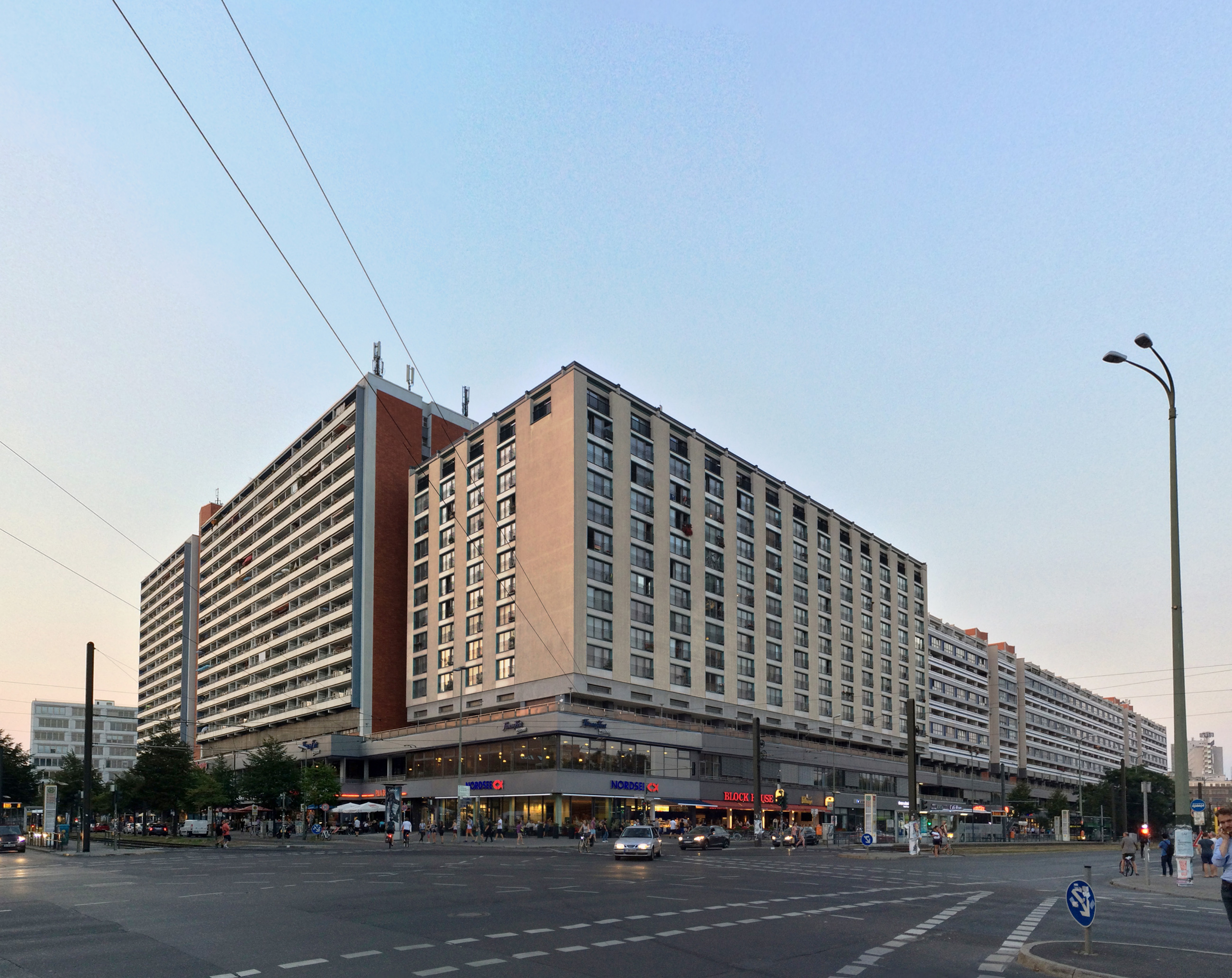
Wohn- und Geschäftshäuser Karl-Liebknecht-Straße Ecke Spandauer Straße

## Söhne und Töchter von Alt-Berlin
- Paul Heyse (1830–1914), Schriftsteller, geboren in der Heiliggeiststraße 52

## Museale Zeugnisse
Im Märkischen Museum (Eröffnung 1908) wird u. a. die Baugeschichte der Stadt Berlin erzählt. Vorgänger war das Märkische Provinzialmuseum von 1874. Aufgegangen ist das Museum 1995 als ein Teil in der Stiftung Stadtmuseum Berlin.
Ein altes Möbel zeugt zum Beispiel von der Rechtshoheit der Stadt: die Schöffenbank aus der ehemaligen Gerichtslaube des ehemaligen Rathauses.